# Sharon van Rouwendaal
Sharon van Rouwendaal, född 9 september 1993, är en nederländsk simmare.

## Karriär
van Rouwendaal tog guld vid olympiska sommarspelen 2016 och silver vid olympiska sommarspelen 2020 på 10 kilometer öppet vatten. Vid världsmästerskapen i simsport 2024 tog hon guld på såväl 5 kilometer som 10 kilometer öppet vatten.